# Свердловський (Ленінськ-Кузнецький округ)
Свердло́вський (рос. Свердловский) — селище у складі Ленінськ-Кузнецького округу Кемеровської області, Росія.

## Населення
Населення — 588 осіб (2010; 697 у 2002).
Національний склад (станом на 2002 рік):
- росіяни — 94 %